# Поляков (фамилия)
Поляко́в — русская и еврейская фамилия. В списке общерусских фамилий входит в первую сотню.
Еврейская фамилия Поляков (родственные варианты По́ляк, По́лак, Полякин, Поляковский, Полякман, Полякович и множество других) в зависимости от места образования происходит от славянского поляк/полак, а также от населённых пунктов Поляки (Люцинского и Полоцкого уездов Витебской губернии, Дисненского уезда Виленской губернии), Поляково (Дриссенского уезда Витебской губернии) и Полякова (Оршанского уезда Могилёвской губернии). Соответственно, на начало XX века наибольшее распространение среди евреев имела в Игумене, Борисове, Дриссе, Полоцке, Витебске, Невеле, Велиже, Могилёве, Горках, Климовичах и Радомысле.